# Ascia erastus
Ascia erastus är en fjärilsart som först beskrevs av William Chapman Hewitson 1866.  Ascia erastus ingår i släktet Ascia och familjen vitfjärilar. Inga underarter finns listade i Catalogue of Life.